# Jaime Hayón
Jaime Hayon (Madrid, España, 1974) es un diseñador y artista español afincado en Valencia (España) e Italia.

## Biografía
Comenzó en la cultura skateboard en Madrid y California. Estudió diseño industrial en Madrid y en París en la escuela ENSAD, escuela de artes decorativas de París. Continuó su formación en Fábrica en 1997, una academia de diseño y comunicación fundada por Benetton, donde tuvo la oportunidad de trabajar con Oliviero Toscani.

## Obra
Jaime Hayon (1974) es un artista español conocido por sus diseños, interiores, grandes instalaciones urbanas, esculturas y pinturas. Su estética optimista y su audaz lenguaje visual juegan con formas, colores y motivos recurrentes. Su trabajo se ha exhibido en exposiciones monográficas en museos, galerías y ferias de Europa, América, Oriente Medio y Asia.
Durante las últimas dos décadas, Hayon ha sido objeto de múltiples libros y publicaciones. Recibió el más alto reconocimiento en España: el premio nacional de diseño, así como muchos más premios y premios de medios internacionales.
Se formó en el Instituto Europeo de Diseño de Madrid y luego se especializó en diseño industrial en la Ecole Nationale Superieure des Arts Decoratifs (ENSAD) de París. Luego se unió a Fabrica, un centro de investigación del grupo Benetton en Italia.
En el campo del diseño, algunas de las empresas europeas y asiáticas más reconocidas han confiado en Hayon para crear colecciones de diseño, espacios, tiendas y exposiciones que interpretan el espíritu de su tiempo.
Las obras de Hayon forman parte de las colecciones de numerosos museos, incluido el Groninger
Museo en Holanda, el Museo del Disseny en Barcelona, el MAD en Nueva York, el Museo del Diseño en Holon, el Museo Superior de Atlanta, la Trienal de Milán, el Museo de Arte de Carolina del Norte, el Museo Textil en Holanda. Ha sido profesor visitante en el Ecal de Lausana, el Domaine de Boisbuchet en Lessac, el Festival de Diseño Lodz en Polonia, el Centro Nacional de Diseño en Singapur y el Design Indaba en Ciudad del Cabo, entre muchos otros. 